# Sông Dinh (Quảng Bình)
Sông Dinh là một con sông chảy từ Tây sang Đông, thuộc huyện Bố Trạch, tỉnh Quảng Bình, Việt Nam.
Sông bắt nguồn từ dãy Trường Sơn, hợp lưu ở khu vực thị trấn Nông trường Việt Trung, thuộc huyện Bố Trạch. Trên sông có hồ Thác Chuối  ở thị trấn Nông trường Việt Trung. Sông cắt ngang đường Hồ Chí Minh, đi qua các xã Nam Trạch, Đại Trạch, cắt Quốc lộ 1, đổ ra biển Đông ở cửa biển xã Nhân Trạch. 
Sông chạy dài khoảng 15 km thì bị ngăn lại bởi đập thủy lợi Đá Mài, vị trí ở đoạn giáp ranh giữa tiểu khu Hữu Nghị và tiểu khu Quyết Thắng của nông trường Việt Trung, 
dẫn nước tưới tiêu cho vùng lúa phía nam huyện Bố Trạch và phía bắc thành phố Đồng Hới . Khúc sông rộng nhất khoảng 200 m, hẹp nhất khoảng 150 m.
Về mùa lũ, nước sông đục ngầu và dữ dội. Tuy nhiên, hầu như quanh năm nước trong, hiền hòa và khá đẹp. Tốc độ dòng chảy chậm do bị ngăn đập, dòng sông lững thững uốn quanh những rừng cao su xanh ngắt. Rễ cây cao su trong vùng được cho là có thể làm ô nhiễm nguồn nước sông, tuy nhiên chưa có số liệu cụ thể về nguy cơ này. Sự xói mòn đất cát từ những cánh rừng bị khai thác quá tải đã được cho là làm giảm lưu lượng của sông.
Con sông là nơi sinh sống của rất nhiều loại cá: cá chép, cá chình, cá thát lát, cá giếc, cá lóc...